# Greatest Hits Remixed
Greatest Hits Remixed es el cuarto álbum recopilatorio de la banda canadiense de hard rock Triumph y fue publicado en 2010.  Esta compilación de dos discos contiene un disco compacto de 14 grandes éxitos de la banda remezclados y un DVD de 14 vídeos que abarcan la carrera de Triumph.  El guitarrista Phil Xenidis aparece como músico invitado en los vídeos «Child of the City» y «Love Hurts».

## Lista de canciones

### Disco compacto
| A Side |                           |                                          |          |  |
| N.º    | Título                    | Escritor(es)                             | Duración |  |
| 1.     | «Allied Forces»           | Rik Emmett / Gil Moore / Michael Levine  | 5:08     |  |
| 2.     | «Lay It On the Line»      | Emmett                                   | 4:06     |  |
| 3.     | «Follow Your Heart»       | Emmett / Moore / Levine                  | 3:40     |  |
| 4.     | «Magic Power»             | Emmett / Moore / Levine                  | 4:52     |  |
| 5.     | «I Live for the Weekend»  | Emmett / Moore / Levine                  | 5:15     |  |
| 6.     | «Hold On»                 | Emmett                                   | 6:05     |  |
| 7.     | «Just One Night»          | Neal Schon / Tony Fanucchi / Eric Martin | 3:34     |  |
| 8.     | «Fight the Good Fight»    | Emmett / Moore / Levine                  | 6:22     |  |
| 9.     | «Spellbound»              | Emmett / Moore / Levine                  | 5:09     |  |
| 10.    | «Never Surrender»         | Emmett / Moore / Levine                  | 6:45     |  |
| 11.    | «When the Lights Go Down» | Emmett / Moore / Levine                  | 5.02     |  |
| 12.    | «Somebody's Out There»    | Emmett / Moore / Levine                  | 3:59     |  |
| 13.    | «Rock & Roll Machine»     | Moore                                    | 6:58     |  |
| 14.    | «Love Hurts»              | Boudleaux Bryant                         | 4:26     |  |

### DVD
| A Side |                                                |              |          |  |
| N.º    | Título                                         | Escritor(es) | Duración |  |
| 1.     | «Follow Your Heart»                            |              |          |  |
| 2.     | «Lay It on the Line»                           |              |          |  |
| 3.     | «Spellbound»                                   |              |          |  |
| 4.     | «Magic Power»                                  |              |          |  |
| 5.     | «When the Lights Go Down»                      |              |          |  |
| 6.     | «Hold On»                                      |              |          |  |
| 7.     | «Just One Night»                               |              |          |  |
| 8.     | «Somebody's Out There»                         |              |          |  |
| 9.     | «Allied Forces»                                |              |          |  |
| 10.    | «Never Surrender»                              |              |          |  |
| 11.    | «Never Say Never»                              |              |          |  |
| 12.    | «Child of the City (en vivo)»                  |              |          |  |
| 13.    | «Blinding Light Show (en vivo)»                |              |          |  |
| 14.    | «Love Hurts (filmado en vivo por un fanático)» |              |          |  |

## Formación

### Músicos
- Rik Emmett — voz y guitarra
- Gil Moore — voz y batería
- Michael Levine — bajo y teclados
- Phil Xenidis — guitarra (en el vídeo Child of the City)

### Productores varios
- Mike Clink
- Paul Gross
- Doug Hill
- Eddie Kramer
- David Thoener
- Thom Trumbo